# Centaurea ertugruliana
Centaurea ertugruliana — вид рослин роду волошка (Centaurea), з родини айстрових (Asteraceae).

## Опис рослини
Це багаторічна рослина зі здерев'янілим кореневищем і розетковим листям. Стебла лежачі, густо-білувато-запушені, до 50 см, розгалужені зверху з 4–8 кінцевими квітковими головами; гілки 0.5–3 см. Всі листки густо-запушені; базальні — 5–12 × 2–3.5 см, 1-перисторозсічені, кінцеві сегменти шириною 5–7 мм, краї зубчасті; серединні листки схожі на прикореневі; верхні листки з 1–3 бічними частками біля основи. Кластер філаріїв (приквіток) 12–17 × 7–10 мм, від яйцюватих до довгастих; філарії лінійно-ланцетні, смугасті, майже голі; придатки довгасті, блідо-коричневі. Квітки трояндово-пурпурні. Сім'янки кремового кольору, ланцетні, 3–3.5 × 1.5–2 мм; папуси подвійні, 4–5 мм, внутрішнє кільце ≈ 0.5 мм завдовжки. Цвіте в червні — липні, плодоносить у серпні.

## Середовище проживання
Ендемік пд.-зх. Туреччини.